# Troje v lodke, ne stjitaja sobaki
Troje v lodke, ne stjitaja sobaki (russisk: Трое в лодке, не считая собаки) er en sovjetisk spillefilm fra 1979 af Naum Birman.

## Medvirkende
- Andrej Mironov - Jerome K. Jerome
- Aleksandr Schirvindt - Sir Samuel William Harris
- Mikhail Derzjavin - George
- Larisa Golubkina - Anne
- Alina Pokrovskaja - Emily